# Ślub Magdaleny Bernadotte i Christophera O’Neilla
Ślub Magdaleny Bernadotte, księżniczki Szwecji, i Christophera O’Neilla odbył się 8 czerwca 2013 roku w kaplicy Pałacu Królewskiego w Sztokholmie.
Panna młoda, Magdalena Bernadotte, była najmłodszym dzieckiem króla Szwecji Karola XVI Gustawa, oraz jego żony, królowej Sylwii. Wcześniej była zaręczona ze Szwedem, Jonasem Bergströmem. Zaręczyny zostały jednak zerwane, gdy okazało się, że mężczyzna zdradził księżniczkę.
Pan młody, Christopher O’Neill, był brytyjsko-amerykańskim przedsiębiorcą. Mężczyzna poznał księżniczkę podczas jej pobytu w Stanach Zjednoczonych, gdzie wyjechała po zerwaniu zaręczyn z pierwszym narzeczonym. Christopher podjął decyzję, że po ślubie z narzeczoną nie przyjmie żadnych królewskich tytułów, dzięki czemu będzie mógł kontynuować swoją pracę i nie będzie miał żadnych królewskich obowiązków.

## Tło

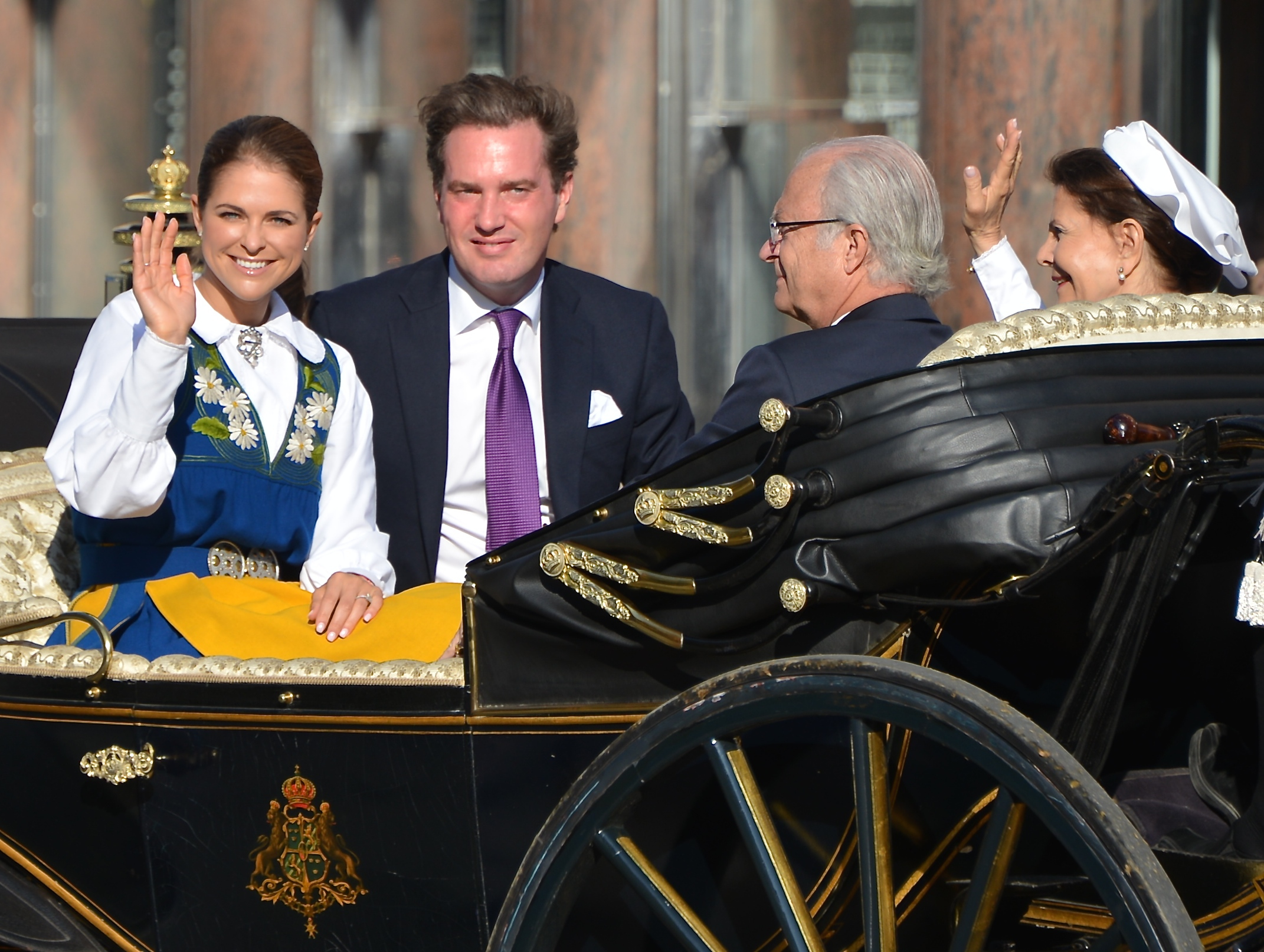
Magdalena z rodzicami i narzeczonym dwa dni przed ślubem podczas obchodów Święta Narodowego Szwecji (2013)

Magdalena Bernadotte była najmłodszym dzieckiem króla Szwecji Karola XVI Gustawa, oraz jego żony, królowej Sylwii. Przez bardzo długi czas media nie były przychylne księżniczce. Często porównywano jej beztroskę i chęć do imprezowania do odpowiedzialności i poukładania starszej siostry, Wiktorii. Utrwalało się przekonanie, że „jedna (Magdalena) do zabawy, druga (Wiktoria) do obowiązków”. Wizerunek księżniczki w mediach zmienił się, gdy do opinii publicznej dotarły informacje o zawirowaniach w jej życiu prywatnym. Jonas Bergström, z którym kobieta zaręczyła się w 2009 roku, zdradził ją z norweską modelką. Po tym wydarzeniu media zaczęły odnosić się do niej przychylniej, niż wcześniej, a sama Magdalena – aby pogodzić się z rozstaniem – postanowiła wyjechać do Stanów Zjednoczonych. Tam poznała brytyjsko-amerykańskiego przedsiębiorcę, Christophera O’Neilla, z którym następnie się zaręczyła, o czym poinformowano opinię publiczną 25 października 2012 roku.

## Strój panny młodej
Znana ze swojego upodobania do stylowych i markowych ubrań Magdalena miała na sobie w dniu ślubu koronkową suknię zaprojektowaną przez Valentino. Tren sukni był czterometrowy, natomiast welon – aż sześciometrowy. Bukiet panny młodej składał się natomiast z róż oraz konwalii. Nie założyła natomiast najpopularniejszej szwedzkiej tiary Cameo, którą tradycyjnie nosiły panny młode związane ze szwedzką rodziną królewską. Zamiast niej założyła swoją ulubioną tiarę – The Modern Fringe. We włosy panny młodej wpięto gałązkę mirtu z Sofiero, który przywiozła do Szwecji jej prababcia, Małgorzata Koburg.

## Uroczystość
Ceremonia zaślubin miała miejsce 8 czerwca 2013 roku w kaplicy Pałacu Królewskiego w Sztokholmie (szw. Slottskyrkan). Były to szóste królewskie zaślubiny w tym miejscu – wcześniej ślub w kaplicy Pałacu Królewskiego wzięło trzech szwedzkich monarchów: Gustaw III (1766), Karol XIII (1774), Gustaw IV Adolf (1797) oraz dwie szwedzkie księżniczki: Ludwika Orańska (1869) i Krystyna Bernadotte (1974).
Pannę młodą do ołtarza poprowadził ojciec. Doszli jednak do połowy świątyni; dalej do ołtarza nowożeńcy szli już sami. Karol Filip i Zofia wzorowali się na rozwiązaniu, jakie zostało wypracowane podczas ślubu starszej siostry pana młodego z Danielem Westlingiem. W ten sposób rodzina królewska wybrnęła z niewygodnej sytuacji: wcześniej przedstawiciele luterańskiego Kościoła Szwecji zwracali uwagę, że „prowadzenie córki przez ojca do ołtarza jest sprzeczne ze szwedzką tradycją równouprawnienia”.
Ceremonia odbyła się w dwóch językach: angielskim i szwedzkim. Przyjęcie weselne nie było transmitowane, a odbyło się w pałacu Drottningholm. Komentując wybór miejsca na bankiet weselny, Magdalena stwierdziła: „Bardzo się z tego powodu cieszę. Pałac Drottningholm wiele dla mnie znaczy – tam się urodziłam i wychowałam”.

## Po ślubie
Pan młody nie przyjął tytułu książęcego, gdyż wiązałoby się to z koniecznością przyjęcia obywatelstwa szwedzkiego i rezygnacją z pracy w biznesie. Magdalena natomiast zachowała swój tytuł Jej Królewskiej Wysokości. Data 8 czerwca była później wykorzystywana przez parę jako data chrztu dla ich dwóch córek – księżniczki Eleonory (ur. 2014) i księżniczki Adrianny (ur. 2018).